# Kate Austen
Katherine „Kate” Anne  Austen – jedna z bohaterek serialu Zagubieni. Rozbitek ze środkowej części samolotu lotu Oceanic 815. Uciekinierka skazana za zabójstwo swego ojca i napaść na bank. Była eskortowana przez szeryfa w czasie, gdy samolot uległ katastrofie. Na wyspie blisko związana z Jackiem i Sawyerem.

## Przed pobytem na wyspie
Kate miała matkę, która po rozwodzie z ojcem wyszła za innego mężczyznę, pijaka. Gdy w końcu Kate miała go dosyć, wysadziła w powietrze dom, w którym pijany zasnął. Później powiedziała matce, że to dla jej dobra. Matka zawiadomiła policję, która aresztowała Kate, jednak podczas przewożenia aresztantki przed samochód szeryfa wyskoczył koń, dzięki czemu Kate mogła zbiec. - What Kate Did
Później Kate wróciła do Iowy, chcąc odwiedzić matkę i zapytać, dlaczego ją wydała. Matka powiedziała, że Kate zabiła Wayne’a tylko dla siebie, a nie dla niej. Przy spotkaniu Kate z matką pomogła Cassidy Phillips, która była w tym czasie w ciąży z Sawyerem. - Left Behind
Kiedy Kate dowiedziała się, że matka jest w szpitalu i jest ciężko chora, postanowiła ją odwiedzić. Zrobiła to przy pomocy jej przyjaciela z młodości Toma. Niestety, i tym razem Kate nie miała szczęścia, bo matka zaczęła wzywać pomoc, więc Kate uciekła. Podczas gdy policjanci ją gonili, jeden z nich zabił będącego w tym czasie w samochodzie przyjaciela Kate - Toma.  - Born to Run
Kate była też wmieszana w napad na bank, chcąc odzyskać z depozytu samolocik Toma. - Whatever the Case May Be
W retrospekcji z odcinka „I do” dowiadujemy się, że Kate była mężatką. Wyszła za przystojnego policjanta mieszkającego w Miami  - Kevina. Kate (dla Kevina przybrała imię Monica) obawia się, że jest w ciąży. Robi test, lecz wynik jest negatywny. W pewnym momencie małżeństwa Kate zdaje sobie sprawę, że nie chce już okłamywać Kevina - mówi mu całą prawdę o sobie (wcześniej wsypując mu środki nasenne) i odchodzi od niego znów będąc uciekinierką. - I Do

## Na wyspie

### Sezon pierwszy
Jedna z czołowych postaci. Młoda i atrakcyjna. Od pierwszych dni na wyspie blisko związana z Jackiem, choć wraz z upływem czasu coraz bardziej zainteresowana Sawyerem. Ścigana przez policję.  Aresztowana przez Szeryfa w Australii eskortowana jest przez niego do USA. W czasie katastrofy, mimo skutych kajdankami rąk, gdy szeryf traci przytomność, udaje jej się oswobodzić. Szeryf zostaje raniony i mimo rozpaczliwych wysiłków Jacka, umiera (wcześniej jest postrzelony przez Sawyera pragnącego skrócić jego cierpienia). Przed śmiercią szeryf informuje Jacka, że to właśnie Kate była eskortowana przez niego, jednak nie wyjawia natury jej przestępstwa. Świadkiem tej rozmowy jest także Hurley, jednak obaj mężczyźni informację tę zachowują dla siebie. Nie chce przejść do jaskiń, gdy inni tam przechodzą, gdyż liczy na szybki ratunek i ucieczkę. W odcinku „Confidence Man” Kate całuje Sawyera. Uczestniczy w poszukiwaniach Charliego i Claire po ich porwaniu. Po odnalezieniu się Claire pomaga złapać Ethana Rome'a. Podczas gdy Jack ratuje Boone’a, Kate odbiera poród Claire razem z Charliem i Jinem. Wychodzi na jaw, że Kate jest oszustką i zabiła człowieka, najpierw przy grze w „Nigdy” z Sawyerem, a potem gdy Sawyer pokazuje wszystkim, jak Kate sfałszowała paszport zmarłej już Joanne. W ostatnim odcinku 1 serii Kate udaje się z Jackiem, Lockiem i Hurleyem do czarnej skały po dynamit do wysadzenia nieznanego włazu.

### Sezon drugi
Kate po wysadzeniu włazu i odkryciu nowej stacji Łabędź przebywa tam prawie cały czas. Martwi się jednak o Sawyera, bo nie pożegnała się z nim przed popłynięciem na tratwie. Znowu bardziej zbliża się do Jacka. Lecz kiedy Sawyer wraca Kate dopadają omamy z przeszłości - widzi czarnego konia. W odcinku  What Kate Did  Kate całuje Jacka. Potem trochę ochładzają się ich stosunki, gdy Kate widzi, że więcej czasu Jack spędza z Aną Lucią. Wtedy też zostaje pielęgniarką Sawyera, gdy ten zostaje raniony przez „Innych”. Kate traci zaufanie do Sawyera, gdy okazuje się, że ten ich oszukał. Razem z Jackiem udaje się do „linii” wyznaczonej przez innych, gdzie chcą wymienić „Henry’ego” na Walta. Kopie grób Any Lucii, a w finale wraz z Jackiem, Sawyerem, Hurleyem i Michaelem idzie po odebranie Walta. Zostaje złapana przez innych.

### Sezon trzeci
Kate zostaje złapana przez innych i jest przetrzymywana w klatce. Musi też ciężko pracować z Sawyerem w kamieniołomie. Podczas gdy Kate i Sawyer mają obok siebie klatki coś między nimi iskrzy. Gdy Sun zabija żonę Picketta - Collen, Pickett wyżywa się na Sawyerze bijąc go. Mówi on Kate że przestanie biċ mężczyznę jeśli Kate powie, że kocha Sawyera. Kate tak też powiedziała. W odcinku I Do wynika, że osobą może być Sawyer, bo to on razem z Kate kocha się w klatce. Gdy zapada zmrok Kate leży półnaga w ramionach Sawyera, który siedzi oparty o ścianę. On pyta ją czy wtedy, kiedy Danny go bił i ona powiedziała, że go kocha to zrobiła to tylko po to by Danny przestał. Zamiast odpowiedzieć, Kate podnosi się i całuje Sawyera, a potem znowu się do niego przytula. On mówi, że też ją kocha. Jack widzi to przez kamerę umieszczoną w klatce. Z pomocą Jacka, Kate i Sawyer uciekają z mniejszej wyspy „Innych”. Kate ma wyrzuty sumienia, że zostawili Jacka z innymi, lecz Sawyer mówi, żeby się nie przejmowała. Kate go nie słucha i po przybyciu na plażę razem z Sayidem i Johnem udaje się na wyprawę po odbicie Jacka. Udaje jej się to, lecz nie wraca z samym Jackiem, lecz również z jedną z innych - niejaką Juliet. Ludzie na plaży są oburzeni, że Jack przyprowadził do obozu „Inną”. Kate widząc, że Jack i Juliet spędzają ze sobą większość czasu znowu kocha się z Sawyerem. Następnego dnia Sawyer mówi Kate, że da się wykorzystywać jeśli poprosi. W finałowym odcinku udaje się z Jackiem i resztą grupy do wieży radiowej, aby nawiązać sygnał ze statkiem Penny. W tym też odcinku Jack mówi jej, że ją kocha.

### Sezon czwarty
Kate podczas dzielenia się na grupy wybiera grupę Jacka - czeka na ratunek. Jednak gdy jest potrzeba wymiany Milesa na Charlotte, Kate wraz z Sayidem wybierają się do grupy Locke’a. Sayid wraca, a dziewczyna za namową Sawyera zostaje tam. Locke nie pozwala jej tam zostać i wygania ją z grupy. Kate idzie więc wtedy do domku Sawyera i spędza z nim noc. Rano budząc się Sawyer pyta, czy Kate aby na pewno nie jest w ciąży. Kate mówi, że nie jest. Sawyer ripostuje, że byłaby to najgorsza rzecz na świecie. Kate uderza go w twarz i ucieka do Jacka. W drodze powrotnej zastaje w dżungli Daniela i Charlotte. Zadając więcej pytań, Kate zostaje uderzona przez Charlotte w głowę. Odnajdują ją później Jack i Juliet. Razem z dziewczyną udają się do stacji The Tempest.
Po powrocie na plażę, Kate rozrysowuje mapkę dla Sun, jak dotrzeć do obozu Locke’a.

## Po opuszczeniu wyspy
Kate jest jedną z Oceanic Six, czyli osobą która przetrwała lot Oceanic 815. Ma sprawę sądową za zabicie swojego biologicznego ojca Wayne’a. Sąd proponuje jej za to 10 lat i nieopuszczanie stanu. Kate idzie na ugodę i zgadza się, gdyż musi brać pod uwagę dobro swojego synka - Aarona. - Eggtown
W finałowym odcinku 3 sezonu jest mowa o tym, że Kate spotyka się z Jackiem, który twierdzi, iż muszą jeszcze wrócić na wyspę. - Through the Looking Glass 
Po pewnym czasie dwaj prawnicy chcą pobrać od Kate i Aarona próbki krwi, by mieć pewność, że Aaron jest synem Kate. Kate nie zgadza się i ucieka z miasta. Locke nie przekonuje jej do powrotu na wyspę. Kate w końcu decyduje się oddać dziecko Claire, jej matce. Po tym zdarzeniu informuje Jacka, że wraca z nim na wyspę, jeśli tylko nie będzie wypytywać jej o Aarona

## Po powrocie na wyspę
W odcinku 316 wraca na wyspę. Razem z Jackiem i Hurleyem zostaje przydzielona do DHARMY jako nowi rekruci, którzy przypłynęli łodzią podwodną. Gdy Sayid postrzela młodego Benjamina Linusa, Kate zabiera go i razem z Sawyerem zawozi do wrogów DHARMY, konkretnie do Innych, do Richarda Alperta. Niestety całość zostaje nagrana na taśmę przez niejakiego Phila, i Sawyer porywa go. Niestety, Radzinsky odnajduje Phila, schowanego w szafie Sawyera. Sawyer, Juliet i Kate zostają wsadzeni do łodzi podwodnej skąd uciekają pomóc Jackowi zrealizować plan Faradaya.